# Live From Manchester
Live From Manchester — пятый концертный альбом альбом Blue October. Дата релиза — 29 ноября 2019 года.

## Об альбоме
Большая часть концертного альбома была записана в «O2 Ritz» в Манчестере, Великобритания 16 февраля 2019 года. Группа записала несколько концертов в Великобритании в рамках Европейского тура 2019 года. Изначально планировалось собрать лучшие версии из разных концертов и выпустить альбом под названием Live From UK. После прослушивания записей стало понятно, что большая часть лучших треков записана в Манчестере. Тем не менее, записи песен «I’ll Do Me, You Do You» и «We Know Where You Go» в финальную версию не вошли. Из других концертов в альбом вошли записи песен «All That We Are» и «I Want to Come Back Home». Альбом завершает песня «Blue Sunshine», исполненная во время саундчека перед концертом в Манчестере.
Все песни, вошедшие в альбом, были ранее выпущены на студийных альбомах. Впервые на концертный альбом вошли песни с альбомов «Home» и «I Hope You’re Happy».
Впервые в записи альбома принял участие гитарист Уилл Наак.
Альбом планируется выпустить в формате компакт-диска, виниле и цифровом формате. Это первый концертный альбом, который будет выпущен на виниловой пластинке.

## Об обложке
На обложке использовано фото группы на фоне «Salford Lads' Club». Фото повторяет внутреннюю обложку альбома «The Queen Is Dead» группы The Smiths.

## Список композиций
| №   | Название                                      | Длительность |
| --- | --------------------------------------------- | ------------ |
| 1.  | «Sway»                                        | 6:28         |
| 2.  | «Say It»                                      | 3:44         |
| 3.  | «I Want It»                                   | 5:27         |
| 4.  | «King»                                        | 3:49         |
| 5.  | «Into the Ocean»                              | 4:01         |
| 6.  | «Home»                                        | 4:12         |
| 7.  | «Fear»                                        | 5:25         |
| 8.  | «Daylight»                                    | 3:56         |
| 9.  | «Coal Makes Diamonds»                         | 5:30         |
| 10. | «Leave It In The Dressing Room (Shake It Up)» | 7:41         |
| 11. | «Hate Me [акустика]»                          | 5:02         |
| 12. | «The Worry List»                              | 4:37         |
| 13. | «How to Dance in Time»                        | 5:47         |
| 14. | «All That We Are»                             | 5:15         |
| 15. | «I Want To Come Back Home»                    | 5:21         |
| 16. | «I Hope You're Happy»                         | 4:30         |
| 17. | «Blue Sunshine [саундчек]»                    | 6:00         |

## Участники записи
Blue October:
- Джастин Фёрстенфелд — стихи (все треки), вокал, гитара
- Райан Делахуси — скрипка, мандолина, фортепиано, синтезатор, струнные, бэк-вокал
- Джереми Фёрстенфелд — барабаны, перкуссия, бэк-вокал
- Мэтт Новески — бас-гитара, бэк-вокал
- Уилл Наак — гитара, бэк-вокал

Продакшн:
- Джастин Фёрстенфелд — продюсер
- Эрик Д. Хольц — звукоинженер, сведение